# Neuronale migratie
Neuronale migratie is het zich verplaatsen van zenuwcellen vanuit de plaats waar ze zijn aangemaakt naar hun uiteindelijke plek in de hersenen. Deze migratie vormt een fase in de neuro-ontwikkeling en kent een aantal verschillende vormen.

## Radiaire migratie
Bij radaire migratie verspreiden de neuronale precursorcellen zich in de ventriculaire zone van de zich ontwikkelende neocortex. De eerste postmitotische zenuwcellen die door middel van perikaryonale translocatie migreren vormen de preplaat, en veranderen later cajal-retziuscellen en subplaatneuronen die zich hechten aan het zachte hersenvlies. Zenuwcellen die op deze manier migreren worden "bipolair" genoemd. Door middel van nucleokinese wordt het perikaryon naar het piale oppervlak getransporteerd. De radiaire glia, waarvan de vezels de migrerende cellen sturen op hun weg, kan zichzelf opdelen of via translocatie in de corticale plaat belanden en via celdifferentiatie veranderen in astrocyten of zenuwcellen. Somale translocatie kan in elke fase van de neuro-ontwikkeling plaatshebben. Bij een normale ontwikkeling vormt elke golf migrerende cellen een nieuwe laag voorbij de vorige, waardoor een zogeheten "inside out"-patroon ontstaat en de jongste zenuwcellen zich het dichtst aan het oppervlak bevinden. Naar schatting geldt glia-geleide migratie voor 90% van de zenuwcellen bij mensen en voor 75% van die bij knaagdieren.

## Tangentiële migratie
De meeste interneuronen bewegen tangentieel naar hun juiste locatie in de hersenschors. Een voorbeeld van tangentiële migratie is de beweging van interneuronen vanuit de ganglionaire eminentie naar de cortex cerebri. Een voorbeeld hiervan bij sommige diersoorten is de rostrale migratoire stroom die de subventriculaire zone met de reukkolf verbindt.

## Multipolaire migratie
Andere vormen van neuronale migratie staan bekend als multipolaire migratie. Dit geldt vooral voor multipolaire cellen, welke veel voorkomen in de corticale intermediaire zone. Deze multipolaire cellen exprimeren neuronale markers en zijn niet afhankelijk van de vezels van de radiaire glia.